# Dimitar Ivankov
Dimitar Ivanov Ivankov (Bulgaars: Димитър Иванов Иванков) (Sofia, 20 oktober 1975) is een Bulgaarse voetbaldoelman die sinds 2008 voor de Turkse eersteklasser Bursaspor uitkomt. Voordien speelde hij voor Levski Sofia en Kayserispor.
Ivankov speelde sinds 1999 reeds 53 interlands voor de Bulgaarse nationale ploeg.

## Erelijst
- Bulgaars landskampioen: 2000, 2001, 2002
- Beker van Bulgarije: 1998, 2000, 2002, 2003, 2005
- Beker van Turkije: 2008